# Sinopimoa bicolor
Genre
Espèce
Sinopimoa bicolor, unique représentant du genre Sinopimoa, est une espèce d'araignées aranéomorphes de la famille des Linyphiidae.

## Distribution
Cette espèce est endémique du Yunnan en Chine,

## Description
Le mâle holotype mesure 1,2 mm et la femelle paratype 1,3 mm.

## Systématique et taxinomie
La famille monotypique des Sinopimoidae a été placée en synonymie avec les Linyphiidae par Dimitrov et al. en 2017, ce genre a été placé dans les Nephilidae.

## Publication originale
- Li & Wunderlich, 2008 : Sinopimoidae, a new spider family from China (Arachnida, Araneae). Acta zootaxonomica sinica, vol. 33, no 1, p. 1-6.